# 太田のエンヤーホー
太田のエンヤーホー（おおたのエンヤーホー）は、千葉県旭市にある八坂神社の祇園祭で演じられる民俗芸能である。
八坂神社では毎年7月26日・27日に太田祇園祭が行われ、27日の本祭の夜午後8時頃、地区内を練り歩いた御輿が神社に戻ると境内の仮設舞台で無言劇が奉納される。そして最終演目としてつく舞が演じられ、赤獅子の面を付け昇り獅子に扮した若者が、高さ16メートルのつく柱の上で軽業を披露し、最後に安産のお守りになるという紙吹雪を撒く。
この行事は、1999年（平成11年）に「太田八坂神社のエンヤーホー」という名称で選択無形民俗文化財に選ばれ、2008年（平成20年）には千葉県の無形民俗文化財に指定された。